# Dverberg kirke

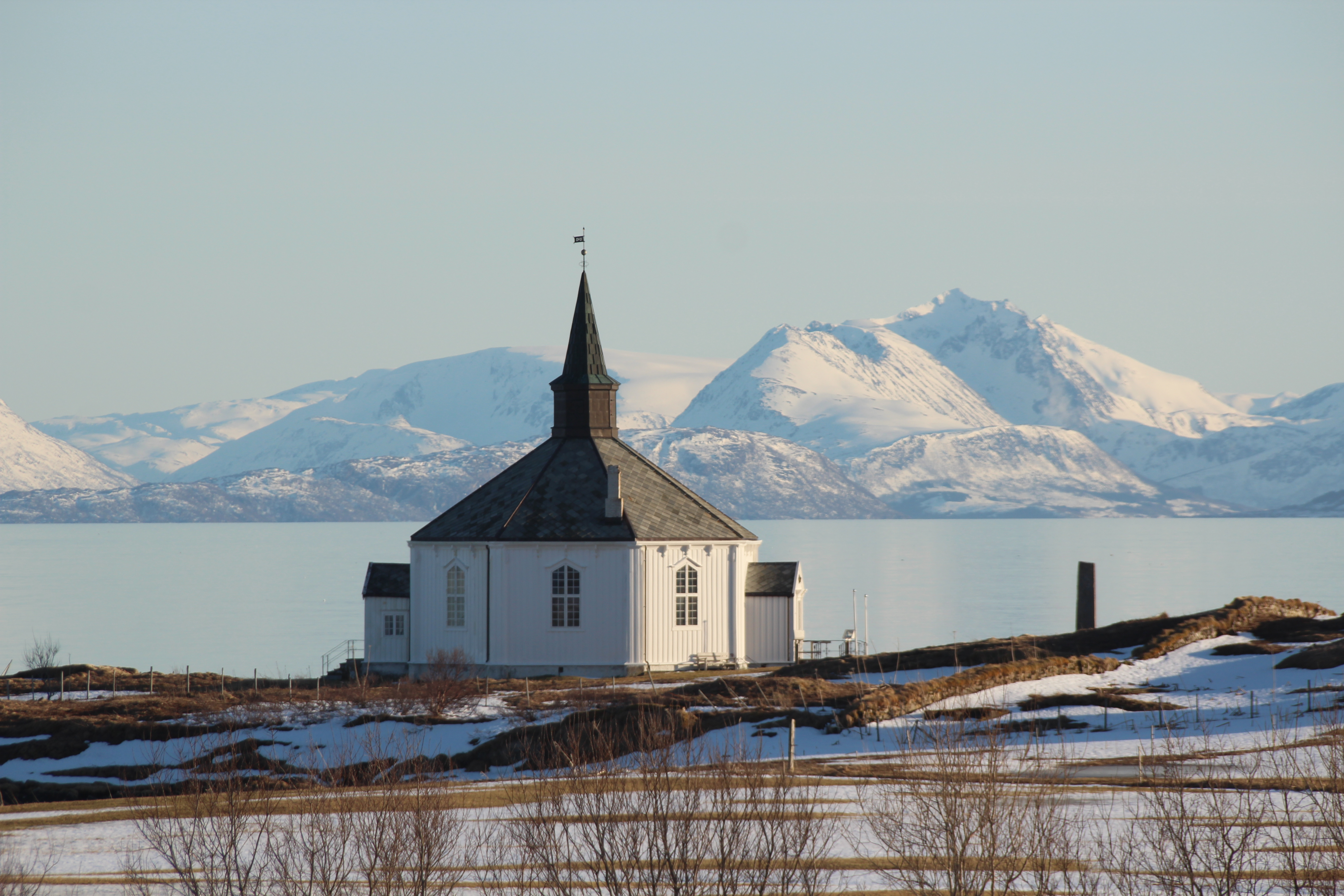
Die Kirche von Dverberg im Frühjahr 2023

Die evangelisch-lutherische Dverberg kirke (deutsch: Kirche von Dverberg) ist die Kirche des Ortes Dverberg in der Kommune Andøy im Norden der norwegischen Provinz (fylke) Nordland. Die weiße, mit achteckigem Grundriss aus Holz gebaute Kirche stammt aus der Mitte des 19. Jahrhunderts. Sie gehört zur Kirchengemeinde Dverberg in der Propstei Vesterålen des Bistums Sør-Hålogaland.

## Geschichte
Die heutige Kirche ersetzte die vorherige Langkirche, die in die Jahre gekommen und um 1837 in einem so schlechten Zustand war, so dass sie kaum mehr repariert werden konnte.  Zudem wünschte sich die lokale Bevölkerung eine Kirche in achteckiger Form nach dem Vorbild einer 1824 in Hadsel gebauten Oktagon-Kirche. So wurde der Architekt Christian Heinrich Grosch beauftragt, eine solche Kirche für Dverberg zu entwerfen. Die neue Kirche im Empire-Stil nach seinen Plänen aus dem Jahr 1841 wurde dann auf einer kleinen Anhöhe über dem Meer etwa 400 m südwestlich des Standorts der alten Kirche gebaut und am 17. Oktober 1843 eingeweiht. Über den Standort der neuen Kirche gab es zunächst Uneinigkeit, dieser wurde dann über einen Mehrheitsbeschluss im Gemeinderat festgelegt. Die Kirche von Sørreisa wurde ein Jahr später vermutlich nach denselben Plänen erbaut, sie wurde jedoch 1987 bei einem Brand zerstört.
Die Kirche von Dverberg ist aus Holz konstruiert, hat eine achteckige Form und im Zentrum auf dem Dach einen kleinen, ebenfalls achteckigen Glockenturm. Der ursprüngliche Entwurf sah gar keinen Turm vor, sondern lediglich ein Pyramidendach. Nach Intervention des damaligen Pfarrers und Vertretern der Kirchengemeinde erhielt die Kirche letztlich dann doch einen Glockenturm, unter anderem weil die Kirche auch als Landmarke zur besseren Orientierung der Fischer auf See dienen sollte. Auch im Innenraum hatte der damalige Pfarrer eine abweichende Meinung zum Architekten. Der ursprüngliche Plan sah zunächst vor, die Kanzel, wie in achteckigen Kirchen damals üblich, über dem Altar zu platzieren. Nach den Wünschen des Pfarrers wurde sie dann aber seitlich rechts angebracht.

Dverberg kirke bei Sonnenaufgang
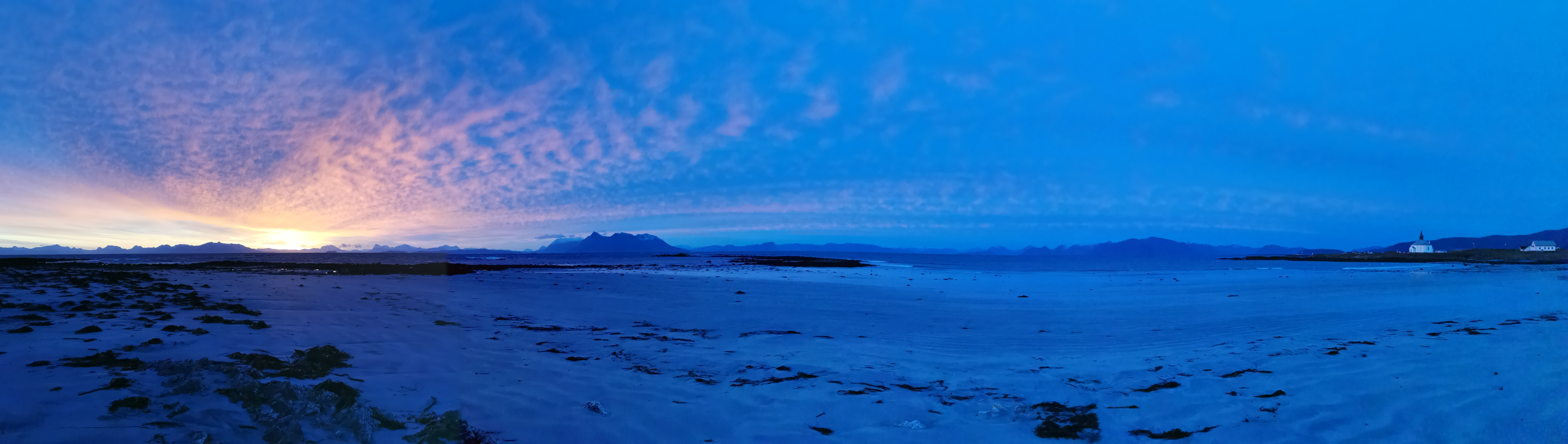

Die Kirche verfügte beim Bau über 350 Sitzplätze, welche sich teils ebenerdig sowie teils auf zwei Galerien in zweiter Ebene befinden; heute sind es noch 230 Sitzplätze. Im Glockenturm der Kirche hängen zwei Glocken der Glockengießerei Olsen & Søn aus dem Jahr 1904 mit der Inschrift Dverberg kirke und die Orgel der Kirche wurde 1960 vom Orgelbauer Starup & Søn gebaut.
Die letzte umfassende Renovierung der Kirche fand 1930 statt und seit 2001 ist die Kirche als Kulturdenkmal geschützt. Das etwa 80 m nordwestlich der Kirche stehende alte Pfarrhaus wurde 1908 erbaut.
Auf dem alten Friedhof der Kirche ist Augustinus Sellevold, ein norwegischer Politiker und Dichter, begraben. Er war über viele Jahre der Bürgermeister von Dverberg und eine Zeitlang der Repräsentant der Provinz Nordland im norwegischen Parlament Storting. Vor der Kirche steht ein Gedenkstein für ihn. Unweit daneben steht ein weiterer Bautastein zum Gedenken an die auf See umgekommenen Fischer von Dverberg.

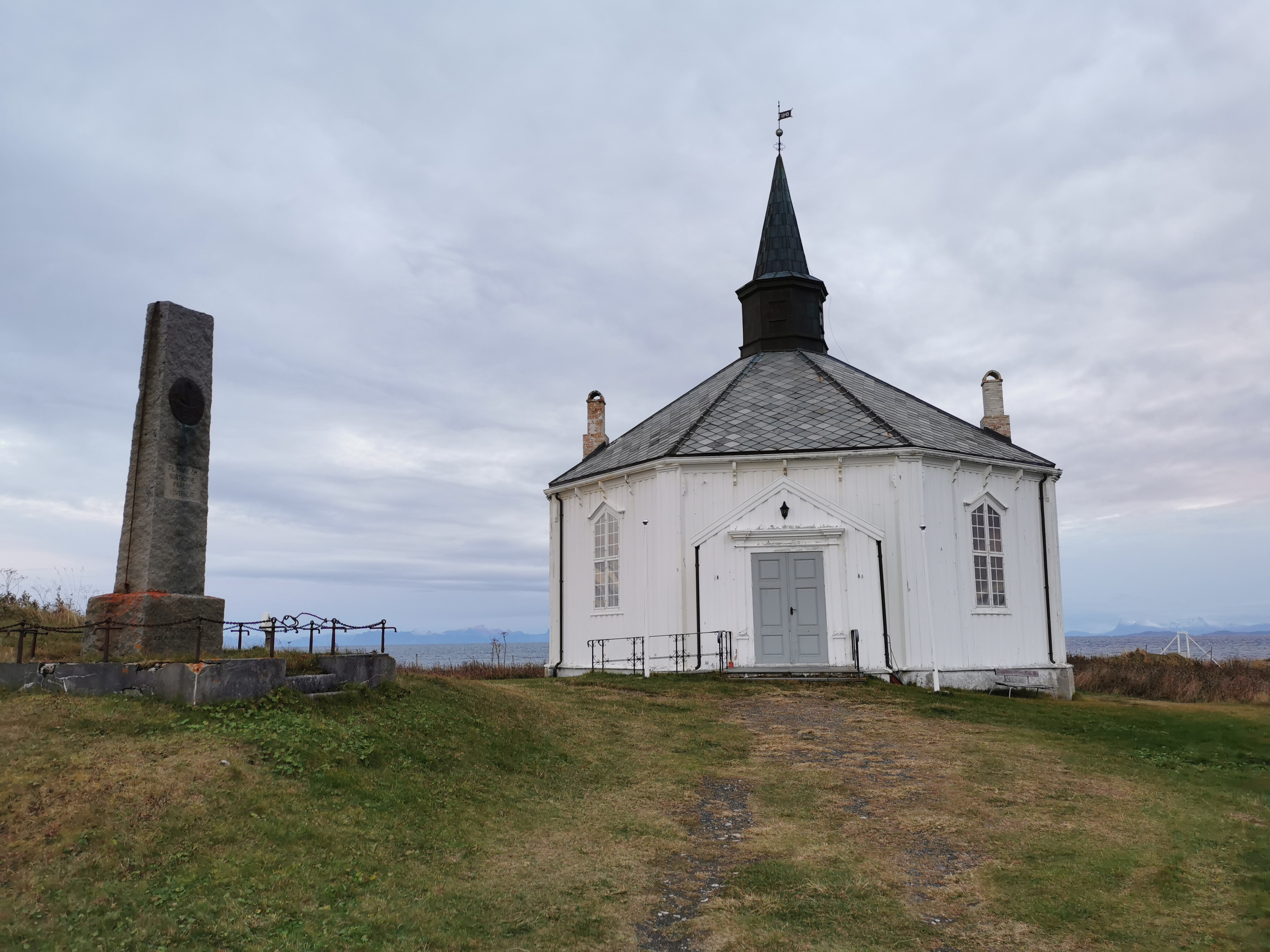
Blick aus Westen auf die Kirche
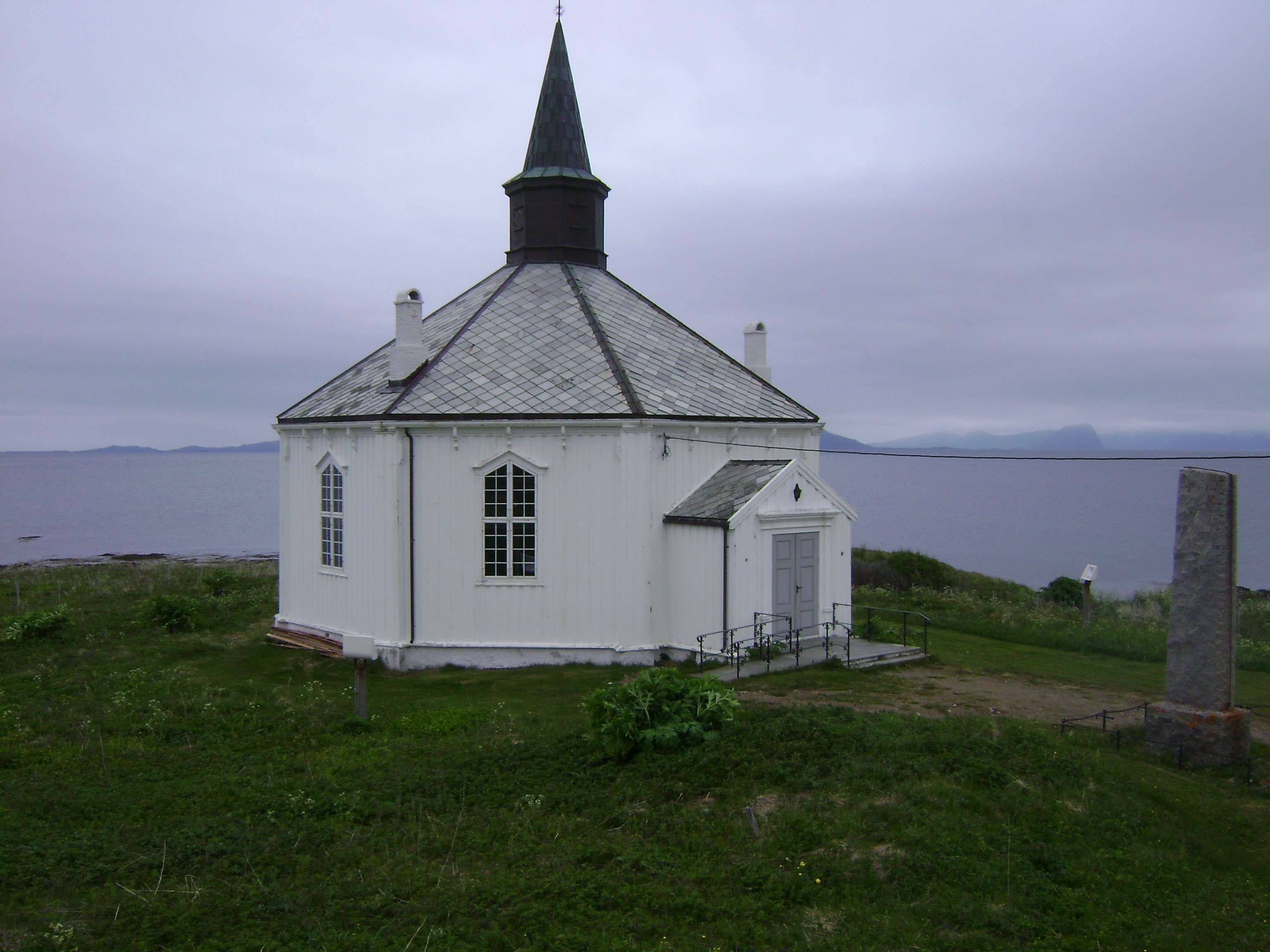
Blick aus Nordwesten
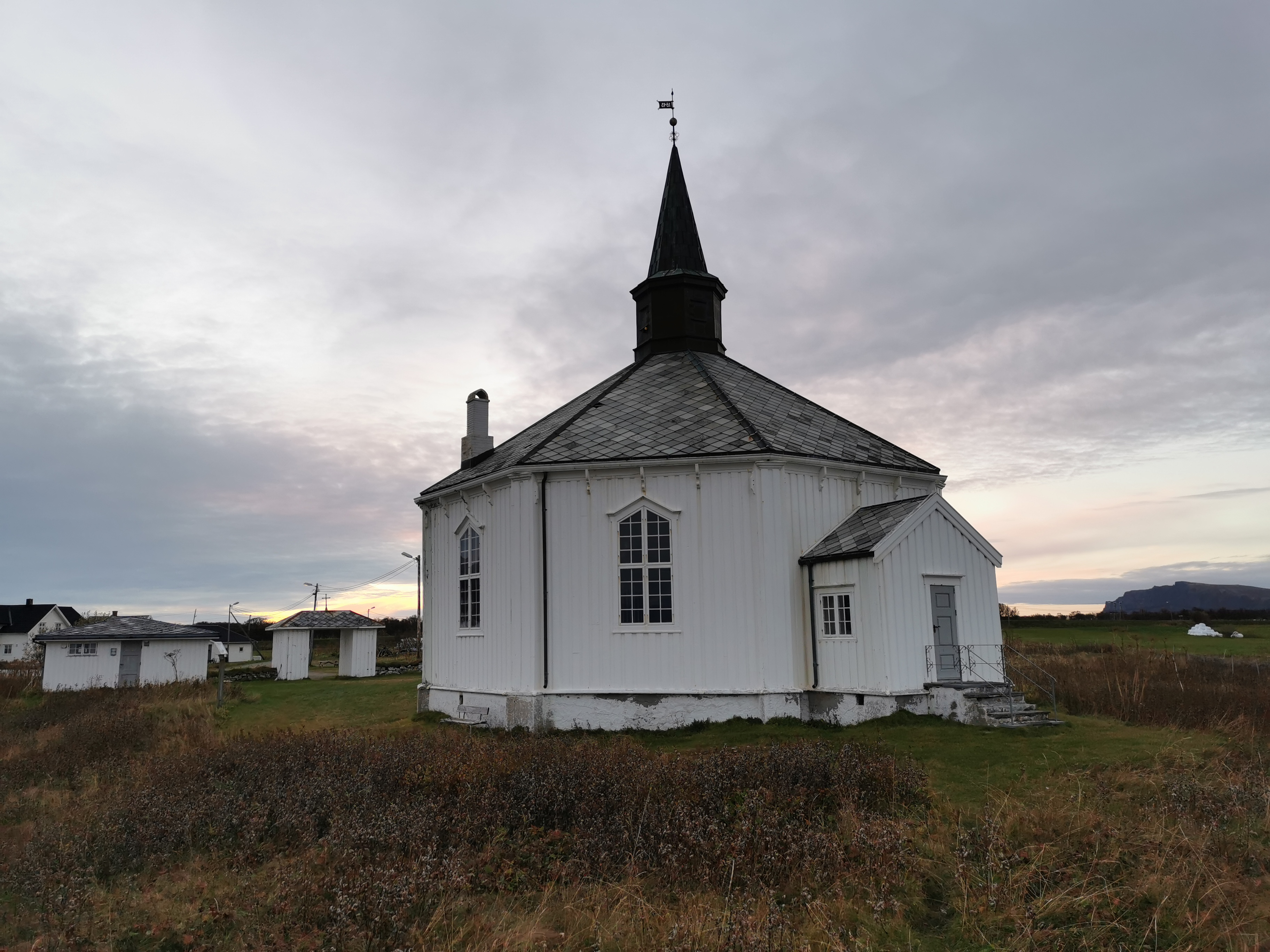
Blick von der Seeseite im Südosten
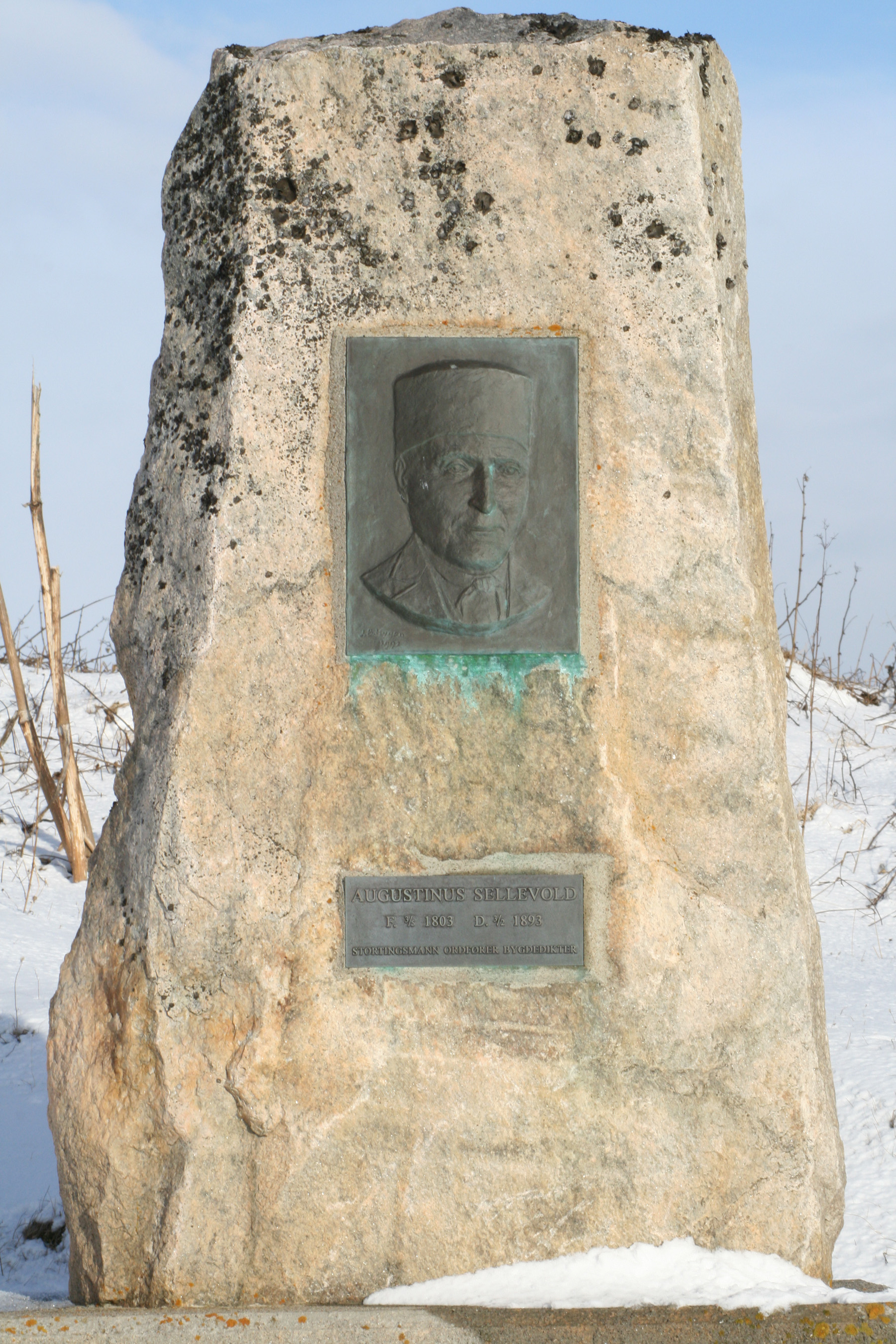
Das Augustinus-Sellevold-Denkmal vor der Kirche